# De quoi Sarkozy est-il le nom ?
 De quoi Sarkozy est-il le nom ? est un essai d’Alain Badiou publié en 2007. Cet ouvrage, proche du pamphlet par la vigueur avec laquelle il attaque le pouvoir établi, a connu un succès inattendu auprès du grand public en dépassant les 60 000 exemplaires vendus en moins de deux ans.

## Contenu
Dans cet essai, Alain Badiou analyse ce que signifie profondément l’élection du président Nicolas Sarkozy le 6 mai 2007. À partir de ce décryptage, l’auteur explore différents thèmes philosophiques, tels que le temps, l’identité ou le courage. Sans rompre avec la pensée hégélienne, Alain Badiou identifie deux grandes séquences dans l’histoire de l’hypothèse communiste : l’expérience de la révolution, de la Révolution française à la Commune de Paris, et un moment de réalisation, de la Révolution russe à la fin de la révolution culturelle en Chine et à la fin du mouvement militant des années 1966–1975 (dont l’épicentre est mai 1968). Il termine son ouvrage sur l’espoir d’une troisième séquence à venir.

## Réception

### Un succès inattendu
Les 3 000 exemplaires du livre sont écoulés en 4 jours, contre un an en général pour les ouvrages de la collection Circonstances. Rapidement, De quoi Sarkozy est-il le nom ? devient un succès de librairie en dépassant les 23 000 ventes début 2008.

### Critique de l'ouvrage en France
À la suite de l'engouement du public et de la forte médiatisation de l’ouvrage, plusieurs intellectuels ont critiqué le livre, lui reprochant notamment son ton provocateur lorsqu’il choisit d’appeler le président « Sarkozy l’homme aux rats » (page 47) ou lorsqu’il compare les racines du sarkozisme et celles du pétainisme (page 103 et suiv.) :
Par exemple, Pierre Assouline a vivement critiqué sa « violence à l'écrit » et le ton de ses attaques contre Nicolas Sarkozy, considérant qu’un « Rubicon était franchi dans cet avilissement » dans l’usage du sobriquet « l’homme aux rats ».
À noter que les deux autres ouvrages ayant défrayé le quinquennat de Nicolas Sarkozy sont : Crise au Sarkozistan (1er novembre 2010) et Sarko m'a tuer (31 août 2011).